# Lighthouse X
I Lighthouse X (pronunciato Lighthouse Ten) sono un gruppo musicale pop danese formato nel 2014 e composto da tre membri: Søren Bregendal, Johannes Nymark e Martin Skriver. Hanno rappresentato la Danimarca all'Eurovision Song Contest 2016 con la canzone Soldiers of Love.

## Carriera
I Lighthouse X si sono formati nel 2014 con lo scopo di aiutare la gente in difficoltà. Cooperano con tre organizzazioni no profit, alle quali donano parte dei loro guadagni. Uno dei tre membri, Johannes Nymark, era il tastierista di Emma Marrone all'Eurovision Song Contest 2014.
Il 13 ottobre 2014 i Lighthouse X hanno pubblicato il loro singolo di debutto, Kærligheden kalder, che ha raggiunto il trentasettesimo posto nella classifica danese. Dopo un secondo singolo, Hjerteløst, la band ha pubblicato il loro EP di debutto Lighthouse X il 16 febbraio 2015. Nel 2015 hanno pubblicato tre altri singoli: Nattens gløder, It's a Brand New Day e Home.
A febbraio 2016 i Lighthouse X hanno preso parte al Dansk Melodi Grand Prix 2016, la competizione musicale utilizzata in Danimarca per scegliere il proprio rappresentante all'Eurovision Song Contest 2016. Dopo essersi qualificati, hanno raggiunto la finale a tre, vincendo con la canzone Soldiers of Love ottenendo il 42% dei televoti. Il brano ha raggiunto il dodicesimo posto nella classifica danese. I Lighthouse X hanno cantato Soldiers of Love nella seconda semifinale dell'Eurovision, svolta il 12 maggio 2016 a Stoccolma, ma non si sono qualificati per la finale del 14 maggio.

## Discografia

### EP
- 2015 – Lighthouse X EP